# 维斯瓦夫·马尼亚克
维斯瓦夫·马尼亚克（波蘭語：Wiesław Maniak，1938年5月22日—1982年5月28日），波兰男子田径运动员。他曾代表波兰参加1964年和1968年夏季奥林匹克运动会田径比赛，其中1964年奥运会获得一枚银牌。